# Oskar Coester
Oskar Coester (* 7. November 1886 in Frankfurt am Main; † 24. August 1955 in Dachau) war ein deutscher Maler und Grafiker. 

## Leben und Werk
Coester studierte an der Städelschule in Frankfurt und an der Kunstakademie Karlsruhe. Im Oktober 1917 stellte er in der Münchener Galerie Thannhauser aus. Im Folgejahr war er auf der Sommerausstellung der Neuen Secession vertreten. Der Kunsthistoriker August Liebmann Mayer urteilte: „Coester erweist sich nach wie vor als eine starke Begabung und die visionäre Kraft seiner Bilder wird niemand leugnen, seine höchst persönliche Palette wird niemand vergessen können. Aber es liegt etwas Krankhaftes, fast möchte man sagen Zerrüttetes in dieser Kunst.“
1920 nahm er an der Ausstellung in der Neuen Sezession zu München teil. Im Frühjahr 1925 zeigte er seine Werke in der Galerie Thannhauser. 1927 unternahm er eine Studienreise nach Paris. Seine Werke wurden von Museen in Basel, Stettin und München angekauft. Er war Mitglied des Deutschen Künstlerbundes und der Akademie der Schönen Künste in München. 1951 wurde er Ehrenmitglied der Akademie der bildenden Künste. Ansässig war er in Dachau. Sein intensivster Förderer war der Münchner Galerist Günther Franke.

„Coesters leise Kunst lebt durch das Irrational-Visionäre, durch die beunruhigende dissoziative Vieldeutigkeit des Gegenständlichen. Die Bilder des Malers enden kaum je im Destruktiven der Katastrophe, sondern sie verharren im schwebenden Schluss des Gedichts. Coesters geistvoller, skurriler Humor, seine Tendenz zur kauzigen Selbstverpuppung wie zum ‚qualvoll-genüsslichen‘ Auskosten des eigenen Seelenzustandes scheinen in vielem Karl Valentin verwandt. Wie er verstand sich Oscar Coester in seiner eigenen Bescheidenheit im Unterschied zur ‚Avantgarde‘ der ‚Nachhut‘ zugehörig, was sein langjähriger Freund Joachim Ringelnatz schon 1928 in Worte fasste, als er dichtete: ‚Denn Du wächst neben dem Jahrhundert. Du bist der größre von uns beiden‘.“

Folgende Werke von Coester befinden sich in den Bayerischen Staatsgemäldesammlungen: Der Gärtner, Landschaft, Mit Schienenstrang und großer Figur, Selbstbildnis, Sitzende Frau mit Glas, Verlassener Biergarten und Musikanten. Ein umfangreicher Bestand seiner Zeichnungen und seine gesamten Druckgrafiken, Lithografien und Linolschnitte befinden sich in der Staatlichen Graphischen Sammlung München.
Ein Teil seines schriftlichen Nachlasses befindet sich im Deutschen Kunstarchiv im Germanischen Nationalmuseum in Nürnberg.

## Auszeichnungen und Ehrungen
1948 erhielt Coester den Förderpreis für Bildende Kunst der Landeshauptstadt München.
1956 wurde der Oskar-Coester-Weg im Münchner Stadtteil Solln nach ihm benannt. In Dachau ehrte man ihn mit der Benennung der Oskar-Coester-Straße.